# Saison des couleurs
Ne doit pas être confondu avec été indien.

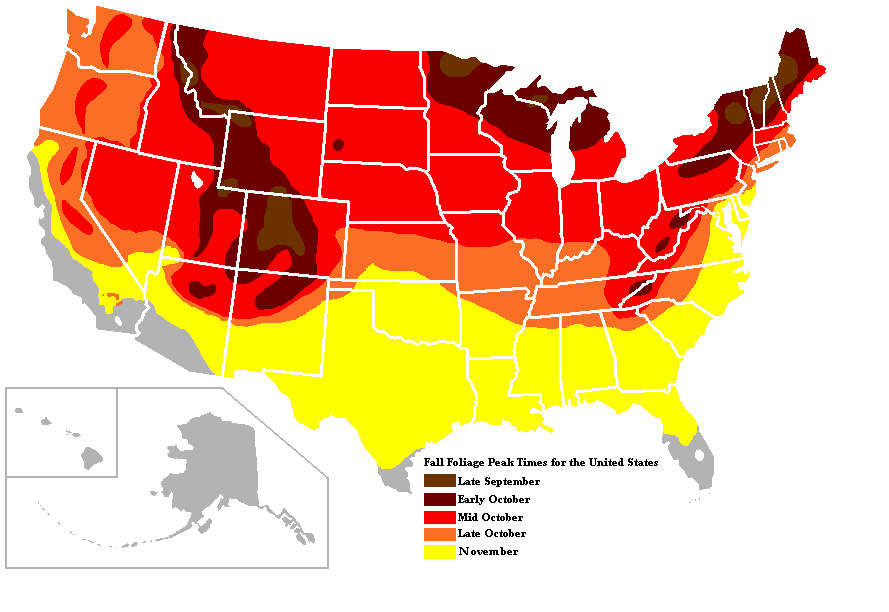
Périodes optimales aux États-Unis.

La saison des couleurs (anglais : Fall colour season) est la période de l'année en l'Amérique du nord, surtout dans l'est, où les arbres feuillus changent de couleur avant de perdre leurs feuilles. L'abondance de l'érable à sucre ajoute une importante teinte de rouge à l'orange et au jaune des autres arbres dans les grands espaces arborés (forêts, parcs nationaux ou de villes). Elle suscite un regain dans l'industrie touristique alors que des voyageurs locaux et internationaux viennent admirer les paysages colorés,,,.

## Confusion courante
Souvent confondus dans les guides touristiques, la saison des couleurs et l'été des Indiens sont deux choses différentes. 
- La saison des couleurs est une période biologique du cycle saisonnier qui se produit nécessairement à chaque année entre septembre et octobre, après une première gelée bloquant la sève.
- L'été des Indiens qualifie une période de redoux et de beau temps qui se produit à l'automne après que des conditions plus froides se sont présentées. C'est un événement météorologique qui peut ne pas se produire dans une année[6]. Son équivalent européen se dénomme « été de la Saint-Martin ».

## Couverture
La période colorée, entre le début du changement de couleur des feuilles et leur tombée, varie selon la latitude, l'altitude et les périodes de gel. La carte en début d'article montre les périodes optimales aux États-Unis. Il est possible de voir qu'elle débute en septembre au nord et en altitude, alors qu'elle est optimale en novembre dans le sud. Cette carte ne montre cependant pas les zones où les couleurs sont les plus vibrantes, soit l'est du continent, là où les érables à sucre sont en abondance. En effet, dans l'ouest et en montagne, la variété d'espèces de feuillus est moindre et souvent ils sont supplantés par les résineux toujours verts. De plus, dans les plaines centrales, les arbres sont aussi rares et ne forment pas de paysages homogènes.

## Galerie de photos

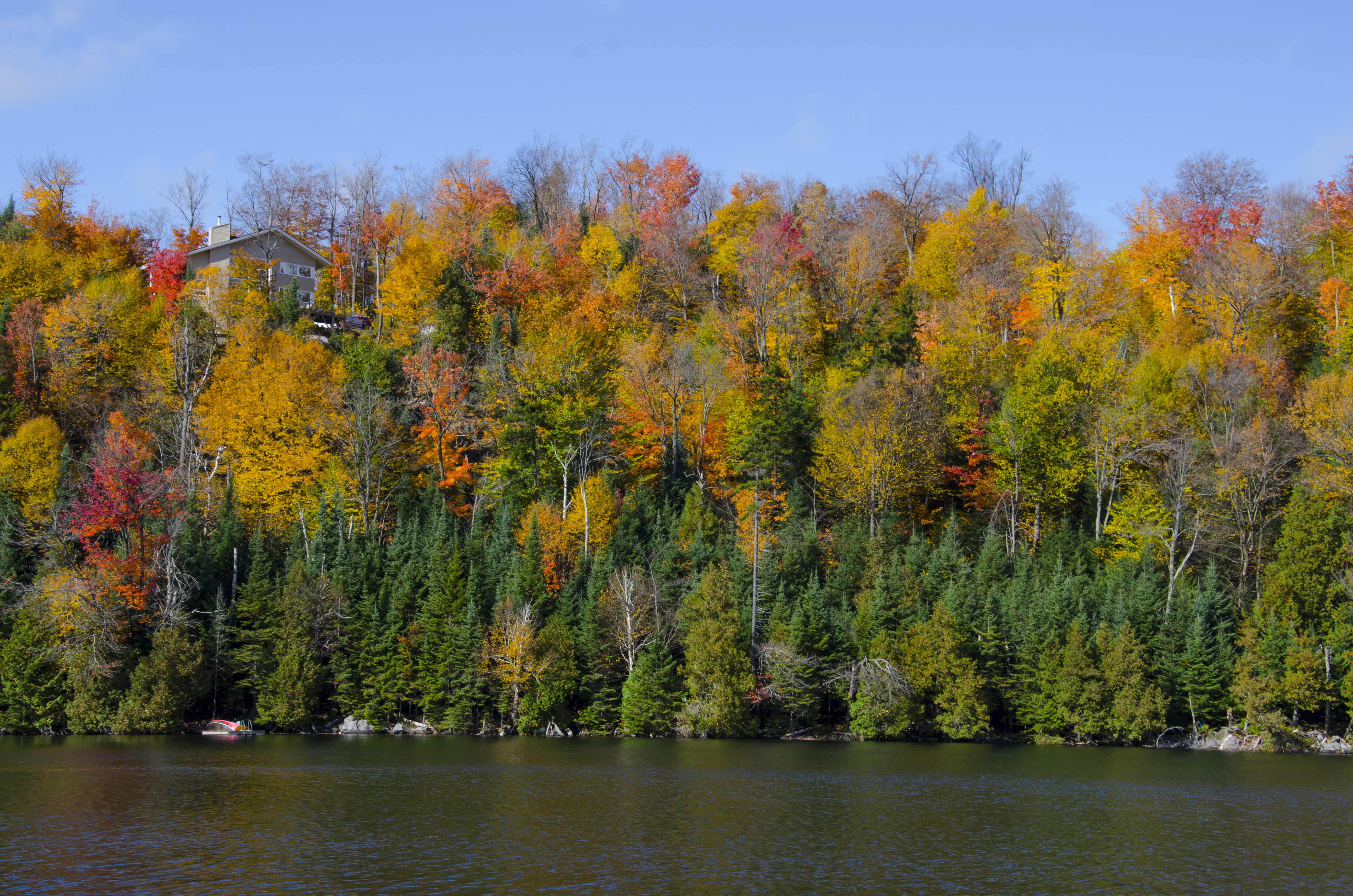
Feuillage virant du vert  au rouge au Québec, début octobre.
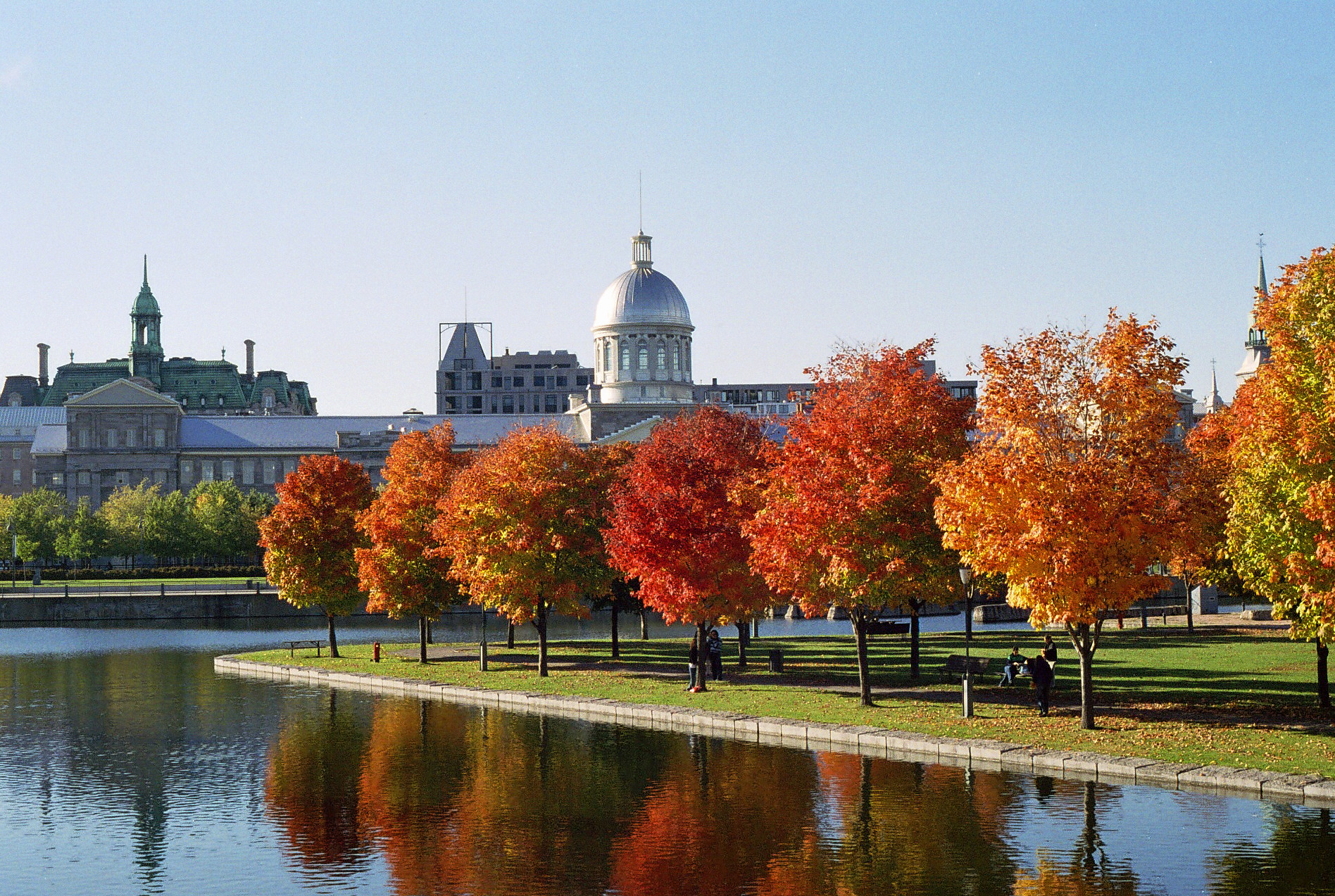
Couleurs en ville (Montréal).
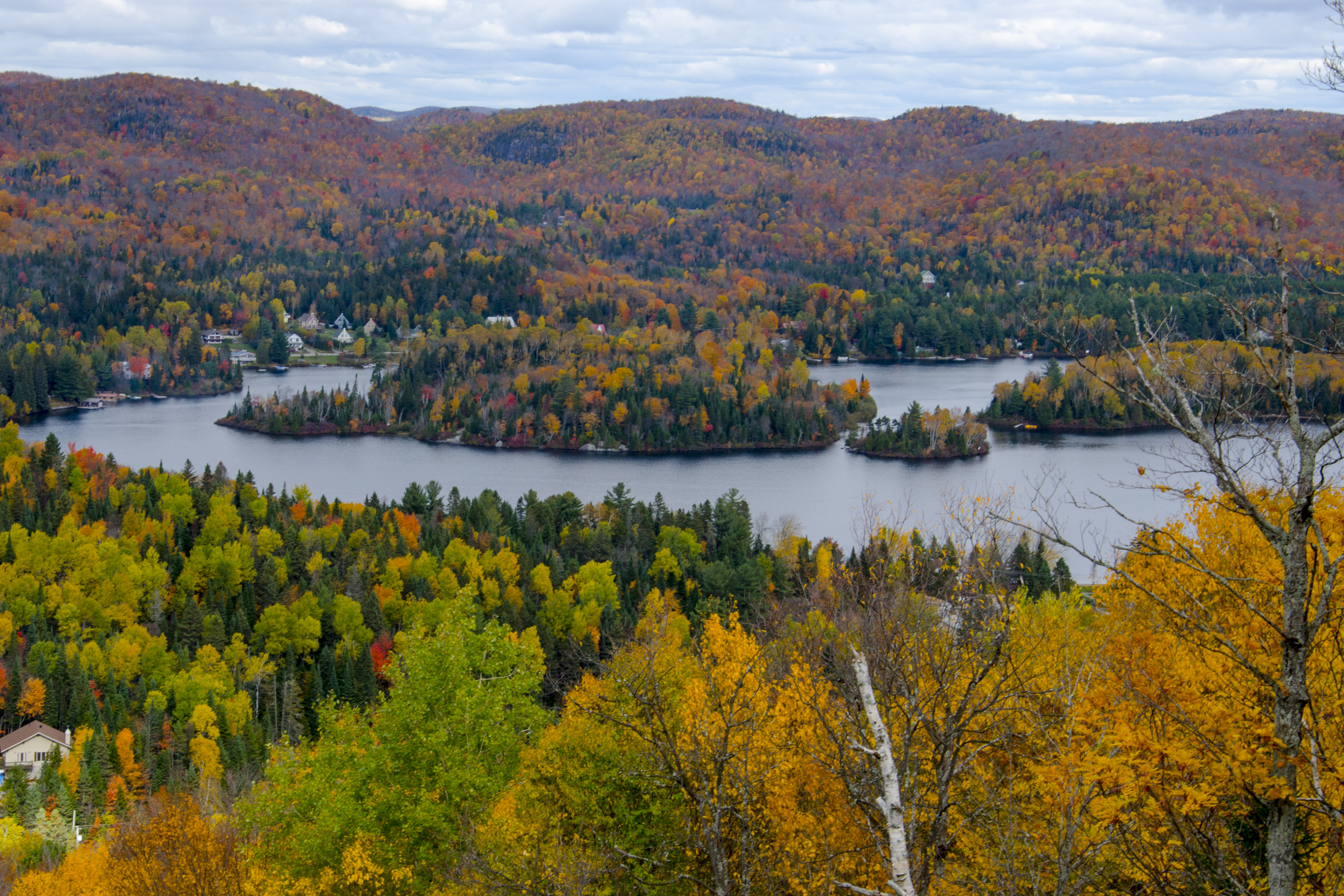
Couleurs dans un parc national.
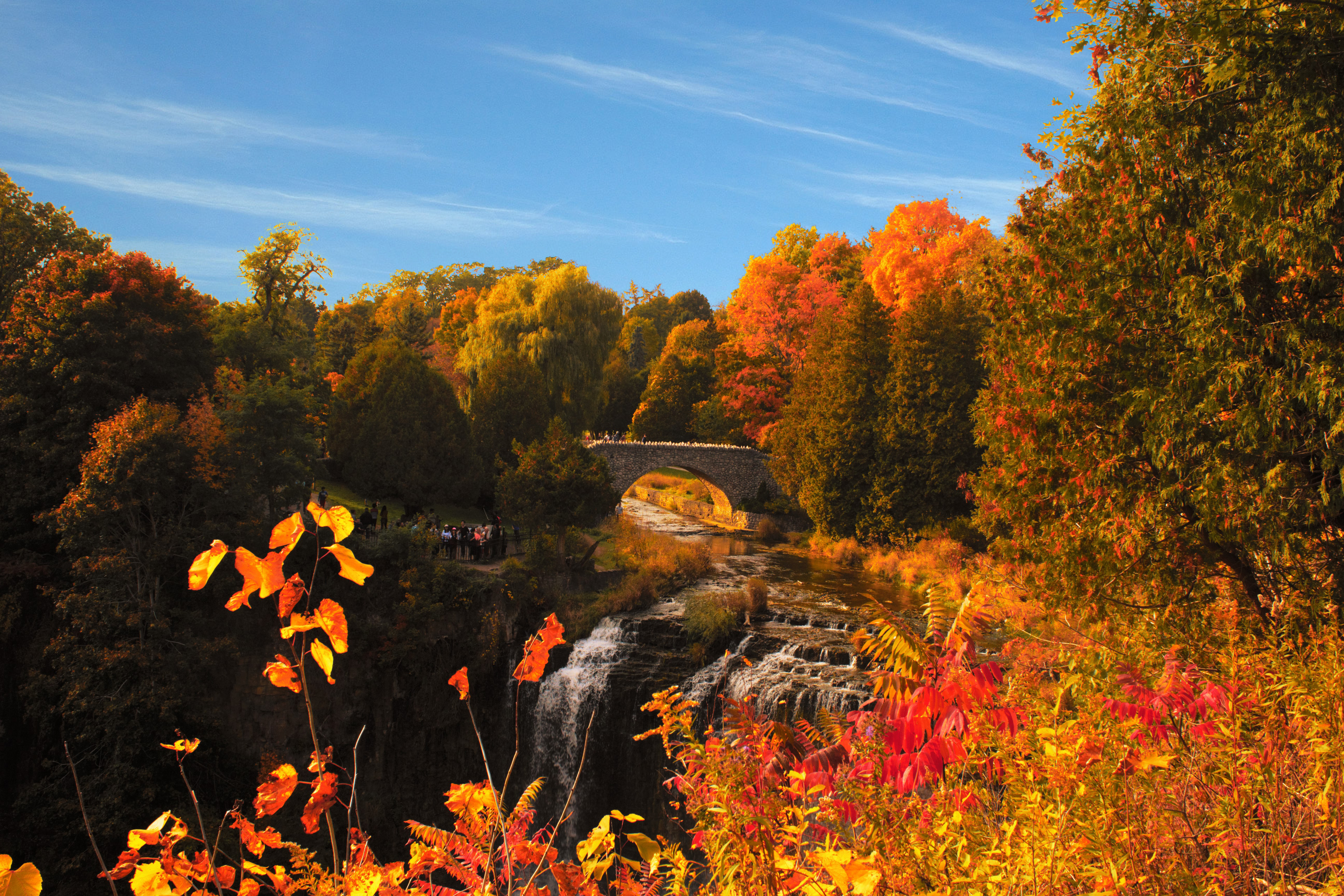
Feuillage entièrement doré à la mi-octobre (Ontario).